# Aimée Beuque
Pour les articles homonymes, voir Beuque.
Louise Aimée Beuque (née le 30 mai 1788 à Besançon et morte le 2 septembre 1871 à Paris 6e) est une commissionnaire en soierie, puis libraire. Elle prend une part active à la constitution et aux activités du groupe fouriériste à Lyon.

## Biographie
Aimée Beuque est la fille d’un négociant bisontin, Antoine Beuque et de Marguerite Boy, sœur ou nièce du chirurgien Adrien-Simon Boy, auteur de l’hymne Veillons au Salut de l’Empire.  Elle est une amie de jeunesse et sans doute camarade de pension de la fouriériste Clarisse Vigoureux, avec qui elle entretiendra une longue correspondance. Elle rencontre Charles Fourier chez Clarisse Vigoureux en 1828 et adhère à ses idées. Selon sa nièce Clarisse Coignet, elle « la [Clarisse Vigoureux] dépasse même en exaltation ». 
En 1830, elle s'établit à Lyon (Rhône) avec son frère cadet Félix (1791-1847), également fouriériste, comme commissionnaire en soierie. Ils sont mentionnés dans un annuaire de la ville de Lyon comme « fabricants de broderie et articles de goût, 25 rue Vieille-Monnaie ».
Ils participent à  l’Exposition des produits de l’industrie nationale, à Paris en 1844. « Les broderies de M. et Mlle Beuque […] sont au nombre de cinq ; celle sur fond satin noir, à dessin oriental, est d’un travail des plus remarquables ; les trois sur fond satin blanc et celle sur fond velours rouge ont plus de grâce peut-être pour nous, Français, et brillent à la fois par la beauté du dessin et par le fini de l’exécution. Le dessinateur a jeté là toutes les fantaisies de son imagination, les brodeuses toute la poésie de leurs cœurs »

### Le fouriérisme à Lyon et L'Union agricole d'Afrique
Elle prend une part active à la constitution et aux activités du groupe fouriériste lyonnais. Avec son frère, Félix Beuque elle participe à la propagande fouriériste à Lyon. Ils assurent le dépôt et la diffusion des œuvres de Charles Fourier et de tous les écrits de l’école sociétaire et sont actionnaires de la Société pour la propagation et la réalisation de la théorie de Fourier créée en 1840,. 
Elle soutient notamment le projet d'Union agricole d'Afrique, qui vise à exploiter un phalanstère en Algérie, près d'Oran (le Sig), le siège de la société se trouve au domicile d'Aimée et Félix Beuque, 1 rue du commerce. Elle figure sur la première liste d'actionnaires en 1847 ainsi que sur la liste provisoire des correspondants et délégués auxquels on pourra s’adresser pour les souscriptions d’actions, versements de fonds, demandes de renseignement.  Elle envoie également des noyaux de fruits, des livres et brochures pratique et de l'argent. Quand la société est menacée de faillite au milieu des années 1850, elle prête encore de l'argent . Elle assiste régulièrement aux assemblées de la société jusqu'en 1970 et envisage même d'y finir ses jours.
Elle commande en 1834 pour les membres de ce groupe trente exemplaires de Destinée sociale de Victor Considerant, ce qui fait de Lyon, devant Paris, la première destination de l’ouvrage hors de Besançon. 
« Singuliers négociants, poursuit Clarisse Coignet, qui s’occupent beaucoup plus de propagande fouriériste que de la hausse ou de la baisse de la marchandise ». 

### La librairie phalanstérienne
Brouillée avec sa belle-sœur, Aimée Beuque quitte Lyon pour Paris où elle prend la direction de la librairie phalanstérienne, après la mort de son frère en 1847, bien qu'elle ne possède pas le brevet de libraire, indispensable à l'époque pour exercer cette activité. 
« Mlle Beuque était l’âme de la librairie de ‘l’Ecole’, une très grande âme superbement idéaliste, passionnée d’harmonie sociale dans un pauvre petit corps chétif et laid. [...] Mlle Beuque aidait, de tout son pouvoir, qui n’était pas mince, à la propagande des idées fouriéristes pratiques, mais elle gardait au fond d’elle-même sa fidélité aux rêveries du maître, aux lois de perfectibilité, d’harmonie universelle. »
À la suite d’une intervention de la préfecture de police, elle régularise sa situation et obtient en juillet 1863 un brevet de libraire. L’enquête de la préfecture de police de Paris considère que, bien que professant des idées phalanstériennes, Aimée Beuque et la librairie ne constituent pas un danger, notamment en raison de la faiblesse de leur activité, et qu’elles n’ont suscité aucune poursuite dans les années précédentes. Quand la librairie est reprise par François Barrier et devient la Librairie des sciences sociales (en 1864-1865), elle transmet le brevet à Jean-Baptiste Noirot et elle reste travailler à la librairie,.
En 1855, influencée sans doute par Allyre Bureau, elle se prend de passion pour le spiritisme et les tables tournantes.
En 1847, Victor Considerant, menacé d'arrestation, s'est exilé en Amérique avec son épouse Julie, la seconde fille de Clarisse Vigoureux qui les accompagne également. Aimée Beuque maintient le lien et entretient une correspondance avec eux. En 1869, elle prend l’initiative d'une souscription pour permettre à Julie et Victor Considerant de rentrer en France de leur exil américain.
Elle décède en 1871.
La correspondance d’Aimée Beuque avec Clarisse Vigoureux et les Considerant est actuellement partagée — comme l’ensemble des Archives de l’École sociétaire — entre les Archives nationales (série 10 AS 36), la bibliothèque de l’École Normale Supérieure et la Bibliothèque municipale de Besançon.